# 日語中的現代漢語借詞
日語中的現代漢語借詞指日語從近現代（清末以來）的漢語中借入的辭彙，相繼於吳音、漢音、唐音等漢字音，是古代以來中日之間語言交流的延續。

## 概說
日語自古以來從漢語吸收了大量辭彙，近代（江戶後期至明治時期以來）更以漢語詞（漢字詞）為基礎，創造了大量西洋概念的新譯語，稱為「和製漢語」。和製漢語又重新輸入中國以及朝鮮、越南，深刻影響了它們的語言。
漢語詞從本來意義上說在日語中屬於借詞（外來語）， 但由於歷史久遠及和製漢語的大量使用，這些詞已經融入日語並成為其基礎，日本人在通常使用時並不會意識到它們是外來語，故日語中的所謂「外來語」一般只指西洋語言直接音譯的辭彙，不包括近代以前傳入的漢語詞。後者在日語中特別稱為「漢語」（注意與中文中所謂的「漢語」的區別）。
漢語詞在日語中以漢字音發音，依時代不同有吳音、漢音、唐音等讀法。較晚的唐音是宋至明清從中國傳入的漢字讀音，主要來源於南京官話音。因日本已存在系統的漢字讀音(吳音、漢音)且當時並無如遣唐使一般全面的文化交流，唐音並未形成完整體系。近現代（清末以來）仍有若干漢語詞傳入日本，但此類詞與唐音類似只限於特殊領域與特殊辭彙。需要指出的是，這些現代漢語借詞已經不被視為「漢語」，而是與西洋詞一樣歸入「外來語」，使用片假名書寫。這一定程度上反映出日本人觀念中的「漢」只限於近代以前。

## 種類及特點
何種類的詞在現代傳入日本，與中日間的文化交流內容有關。近現代日本積極學習西方的技術、制度與文化，未像古代的儒學、佛教那樣從中國大量引入學術用語。因此近現代傳入日本的漢語詞主要與中國的日常生活等有關，大體可以分為以下幾類：
中華料理（中國菜）相關
古代日本已經受到中國式料理的影響，主要是鎌倉時代以來隨禪宗傳入的佛教精進料理（素食）。精進料理所帶來的調料、廚具、烹飪技法等一定程度上也為日本料理所採用。近代以來，中國料理又繼續傳入日本並流行，形成與日本料理和西餐（洋食）三足鼎立的局面。相當多與中華料理相關的辭彙包括食物名、調料、烹飪術語也在日語中使用。如：、 、 、等。有些詞與日本原有詞混用，如： 、等。
麻將相關
麻將，日本稱，一般認為十九世紀中期起源於中國，明治末傳入日本，大正時期開始流行。之後發展出日本獨自的玩法，區別於後來又從中國傳入的「中国麻雀」（國標麻將）。日語中麻將的術語大多來自現代漢語的直接音譯，數量較多。如：、等。若干麻將相關的詞語也進入了日常用語，如： 、等。
中國茶相關
包括 、 等茶名，、 等茶具等。
中國原產或由中國傳入的植物動物名
如：、等。
其他種類
- 一般性辭彙。如：、等。

1. 疑似來自漢語的辭彙。如：（鞄，可能來自漢語）；，可能來自中國的「子（ㄅㄥ ㄗ·）」；（叉號，一說來自漢語）。此數詞較為常用。

- 新詞。近年來在中華圈產生的新詞，如，等。
- 另外有一定數量的辭彙，雖收錄於辭典，但在日常情況下很少使用（有的可能是舊時流行的用法或特殊場合/領域的用法）[來源請求]。如：、 、等。
- 專有名詞
  - 地名。中國大陸、港澳、台灣等地的漢語地名一般使用漢音，但有若干例外。、屬於唐音，、等可以認為是現代借音（有的經過英語等語轉譯）。[註 1]
  - 人名。中華圈人物的姓名一般使用漢音。清末以前的歷史人物只使用漢音，清末以後的現代人物大多數情況下也使用漢音，但辭典也收錄其現代讀音。某些人物（娛樂圈等）常用英文名，則日語使用英語音譯（例如陳美齡的日語名字）。

## 音韻
上述借詞，絕大部分來自於官話，少數來自闽南語、粵語等南方語言。以下以普通話發音為主體作討論。由於北方話與中古音的體系有頗多的差異，不可能也無必要如傳統的漢字音那樣完全以中古音為綱作分析，故此處直接以普通話體系為標準。需要注意的是，現代漢語音的轉寫，並不遵守嚴格的對應關係，此處僅敘述常用的方式。
現代借音不像吳音、漢音的現代寫法那樣每字最多用兩個音節，而是像唐音，每字可以用到三個音節。

### 聲母
普通話中存在送氣與不送氣的塞音/塞擦音聲母的區別，而幾乎不存在清濁聲母的區別（ㄕsh/ㄖr除外）。相反，日語中存在後一種區別，但一般不存在前一種區別。因此，日語在轉寫現代漢語詞時，對聲母的處理有兩種做法。一是無論送氣不送氣，皆以清音轉寫，如：白乾児パイカル、皮蛋ピータン；二是以清音對應送氣聲母，濁音對應不送氣聲母，如 。總體而言，第一種做法較佔優勢，特別是比較早出現的詞中；而近年出現的較新的詞或者較新的轉寫，第二種做法有增加的傾向。這可能是由於漢語拼音的流行造成的，因為漢語拼音以濁音字母表示不送氣清音。
按第二種轉寫法，國語（分別列出注音符號和漢語拼音）的聲母與日本譯音的對應關係是：
塞音： ㄅb ─ バ行音； ㄆp ─ パ行音； ㄉd ─ ダ行音； ㄊt ─ タ行音； ㄍg ─ ガ行音； ㄎk ─ カ行音
塞擦音： ㄐj、ㄓzh ─ ジャ行音； ㄑq、ㄔch ─ チャ行音； ㄗz ─ ザ行音； ㄘc ─ ツ起首的音
擦音： ㄈf ─ フ或ファ行音； ㄏh ─ ハ行音； ㄒx、ㄕsh ─ シャ行音； ㄖr ─ ラ行音； ㄙs ─ サ行音
鼻音： ㄇm ─ マ行音； ㄋn ─ ナ行音
邊音： ㄌl ─ ラ行音。
第一種轉寫法，將上述同部位清濁音合併為清音即可。

### 韻母
| 單元音韻母 |                   | i 丨 イ         | u ㄨ ウ                       | ü ㄩ ユウ       |
| 單元音韻母 | a ㄚ ア           | ia 丨ㄚ ヤ      | ua ㄨㄚ ワ                    |                 |
| 單元音韻母 | o ㄛ オ           |                 | uo ㄨㄛ ウオ                  |                 |
| 單元音韻母 | e ㄜ ア／エ／オ   |                 |                               |                 |
| 單元音韻母 | ê ㄝ              | ie 丨ㄝ イエ    |                               | üe ㄩㄝ ユエ    |
| 單元音韻母 | er ㄦ アル        |                 |                               |                 |
| 複元音韻母 | ai ㄞ アイ        |                 | uai ㄨㄞ ワイ                 |                 |
| 複元音韻母 | ei ㄟ エイ        |                 | u(e)i ㄨㄟ ウエ／オイ         |                 |
| 複元音韻母 | ao ㄠ アオ        | iao 丨ㄠ ヤオ   |                               |                 |
| 複元音韻母 | ou ㄡ オウ        | iou 丨ㄡ ユウ   |                               |                 |
| 鼻音韻母   | an ㄢ アン        | ian 丨ㄢ イエン | uan ㄨㄢ ワン／オン           | üan ㄩㄢ ユエン |
| 鼻音韻母   | en ㄣ エン        | in 丨ㄣ イン    | u(e)n ㄨㄣ ウン／オン／ウエン | ün ㄩㄣ ユン    |
| 鼻音韻母   | ang ㄤ アン       | iang 丨ㄤ ヤン  | uang ㄨㄤ ワン                |                 |
| 鼻音韻母   | eng ㄥ エン／オン | ing 丨ㄥ イン   | ong ㄨㄥ オン                 | 同iong          |
| 鼻音韻母   | ong ㄨㄥ オン     | iong ㄩㄥ ヨン  |                               |                 |

註：
- 舌尖元音配（捲舌）聲母時轉寫為イ，配ㄗㄘㄙ（平舌）聲母時轉寫為ウ。
- 兒化一般以後加ル表示，如 。
- 現代漢語的聲調在轉寫中不體現。

### 其他漢語
除官話之外，有少數借詞來自其他漢語：

#### 來自闽南語
如ビーフン（米粉/bí-hún）、レンブ（蓮霧/lián-bū）、サバヒー（虱目鱼/sat-ba̍k-hî）、レンヒー（鲢鱼(レンギョ之别名)）、ヌンチャク（兩截(棍)/nn̄g-chat）、タンキー（童乩/tâng-ki）、キョン（羌）等。

#### 來自粵語
如ヤムチャ（飲茶）、チャプスイ（雑砕）等。

## 與唐音的關係
唐音與現代借音已經比較接近，主要不同之處有：
- 唐音有濁音。現代借音雖可能出現濁音，但不表示中國原音是濁音。
- 唐音帶有一定程度的吴語特徵，包括匣母脫落。
- 唐音見組不顎化，仍為舌根音聲母。
- 唐音分數組今不分的韻。

## 現代借音讀漢詩示例
西鄉隆盛
註：此例使用一種較新的轉寫方式，將ㄓ組聲母與ㄗ組合併，而不是與ㄐ組重合。